# 디노 스큐브
디노 스큐브는 변종 큐브 중 한 종류이다. 디노 큐브와 스큐브를 합쳐 놓은 모양이다.